# Federica Dal Rì
Federica Dal Ri (Cles, 25 settembre 1980) è una mezzofondista italiana.
Può vantare la vittoria in carriera di 5 titoli italiani assoluti, 4 nazionali giovanili di corsa campestre ed il titolo iridato sui 5000 m ai Mondiali militari nel 2009 in Bulgaria a Sofia.

## Biografia

### Gli inizi, i titoli nazionali giovanili e le prime rassegne internazionali
Ha due sorelle gemelle, Anna e Piera, più giovani di me di tre anni, ormai entrambe sposate ed Anna che è pure madre.
Ha iniziato con l'atletica leggera in prima media all'età di 11 anni nel 1991, dopo aver vinto in primavera la classica corsa campestre d'istituto: nel pomeriggio un allenatore sociale dell'Atletica Valli di Non e Sole, quella che sarebbe stata la sua squadra per moltissimi anni, le propose un'esperienza al campo di atletica di Cles.
Nelle categorie giovanili ha provato un po' tutte le specialità dell'atletica, dalla velocità ai salti, dai lanci al mezzofondo.
Nel 1999 ha vinto il primo titolo italiano giovanile da juniores nella corsa campestre. In virtù di questa vittoria, ha potuto vestire la sua prima maglia azzurra ai Mondiali juniores di corsa campestre svoltisi lo stesso anno in Irlanda del Nord a Belfast dove è arrivata all'87º posto (16ª nella classifica a squadre);

lo stesso anno, agli Europei juniores di corsa campestre in Slovenia a Velenje ha concluso 53ª nell'individuale ed 8ª nella classifica a squadre.
Tra il 2000 ed il 2002 ha vinto tutti e 3 i titoli italiani promesse di corsa campestre.

Decima agli assoluti di corsa campestre nel 2000.

Due volte quinto posto agli assoluti nel 2001: 3000 m (indoor) e 1500 m (outdoor).

### 2002-2005: l'esordio con la Nazionale assoluta, il reclutamento dall'Esercito ed il primo titolo italiano assoluto
Ha esordito con la Nazionale assoluta nel 2002, ai Mondiali di corsa campestre disputati in Irlanda a Dublino dove ha terminato la gara in 86ª posizione.
Nello stesso anno è stata bronzo e quinta agli assoluti indoor su 1500 e 3000 m, argento agli assoluti di corsa campestre.
2003, quarto posto agli assoluti sui 1500 m; 2004, nona sui 3000 m agli assoluti indoor e 27º posto ai Mondiali universitari di corsa campestre in Italia a Collegno (10ª posizione nella classifica a squadre).
Dal 2005 è stata reclutata dall'Esercito; cinquantatreesimo posto nella prova individuale e decimo di squadra ai Mondiali di corsa campestre a Saint-Galmier in Francia.

Quattro medaglie ai vari assoluti: bronzo ed argento agli indoor su 1500 e 3000 m; oro nella corsa campestre (il suo primo titolo assoluto in carriera) e bronzo all'aperto sui 1500 m.

### 2006-2008: il cambio di allenatore e i vari Mondiali di corsa campestre
Nel 2006 la svolta tecnica: ha conosciuto Andrea Bartoli che è sempre stato il tecnico del marito Gabriele De Nard.

Bronzo sia agli assoluti indoor sui 3000 m (iscritta sui 1500 m, non ha gareggiato) che nella corsa campestre.

Quarta sui 1500 m agli assoluti (era iscritta sui 5000 m, ma non ha gareggiato).
Quattordicesimo posto nei Mondiali militari di corsa campestre in Tunisia a Tunisi e quinta classificata ai Mondiali universitari, sempre di corsa campestre, in Algeria ad Algeri.
2007, quinta nei 3000 m agli assoluti indoor, settima nella corsa campestre e nona sui 1500 m agli assoluti (iscritta sui 5000 m, non ha gareggiato).
Nel 2008 è stata bronzo sui 3000 m agli assoluti indoor, quinta agli assoluti di corsa campestre ed assente agli assoluti; ha invece gareggiato agli Europei di corsa campestre in Belgio a Bruxelles dove ha chiuso al trentottesimo posto nell'individuale e sesta di squadra.

### 2009-2012: il titolo mondiale militare di corsa campestre e gli altri titoli italiani assoluti
2009, terza classificata sui 3000 m agli assoluti indoor (fuori gara), argento nella corsa campestre ed oro sui 5000 m agli assoluti (iscritta nei 1500 m, non ha gareggiato).
Quarantasettesima ai Mondiali di corsa campestre in Giordania ad Amman; agli Europei di corsa campestre tenutisi a Dublino in Irlanda è stata diciannovesima nell'individuale e quinta di squadra; sesta sui 3000 m all'Europeo per nazioni in Portogallo a Leiria; titolo iridato dei 5000 m ai Mondiali militari a Sofia in Bulgaria.
Doppio titolo assoluto nel 2010: 3000 m indoor e 5000 m outdoor. Sesto posto agli assoluti di corsa campestre.
Dodicesimo posto a Marsiglia in Francia in Coppa Europa dei 10000 m e settima sui 5000 m in Norvegia a Bergen all'Europeo per nazioni; ha partecipato anche ai Campionati europei di Barcellona 2010 sui 10000 m, gara che però non ha portato a termine.
Il 2011 è stato un anno difficile per molti motivi, primo tra tutti la malattia e la scomparsa di suo suocero.

Assente agli assoluti indoor, settima nella corsa campestre e bronzo sui 10000 m agli assoluti (era iscritta anche sui 5000 m, ma non ha gareggiato).
Diciassettesima posizione nella Coppa Europa dei 10000 m ad Oslo in Norvegia.
Titolo italiano assoluto sui 10000 m nel 2012. Due volte quinta su 3000 m indoor e nei 5000 m outdoor. Era iscritta agli assoluti di corsa campestre, ma non ha gareggiato.
Ventinovesima a Bilbao in Spagna nella Coppa Europa dei 10000 m.

### 2013-2016: assenza dagli assoluti indoor ed outdoor, Europei di corsa campestre ed argento agli assoluti di corsa campestre
Dal 2013 ad oggi, ha saltato le ultime 5 edizioni degli assoluti, 3 indoor e 2 outdoor.
Nel 2014 ha partecipato agli Europei di corsa campestre in Bulgaria a Samokov, giungendo 44ª nell'individuale e 5ª come squadra.
Argento agli assoluti di corsa campestre nel 2015; era iscritta sui 5000 m agli assoluti di Torino, ma non ha gareggiato.
Nel mese di dicembre gareggia a Hyères (Francia) agli Europei di corsa campestre concludendo in 47ª posizione, quinta nella classifica a squadre.
Il 21 febbraio del 2016 a Gubbio giunge 11ª ai campionati italiani assoluti di corsa campestre.

## Curiosità
- Dopo essersi diplomata al liceo scientifico, a dicembre del 2005 si è laureata in giurisprudenza all'Università degli Studi di Trento[4].
- Il 4 settembre del 2010 ha sposato l'azzurro del cross Gabriele De Nard[5].
- Il 2 luglio del 2013 è diventata madre di Chiara[6].
- È appassionata di libri gialli[4].

## Progressione

### 1500 metri piani
| Stagione | Tempo   | Luogo      | Data      | Rank. Mond. |
| -------- | ------- | ---------- | --------- | ----------- |
| 2011     | 4'27"88 | Rovereto   | 1-5-2011  |             |
| 2010     | 4'26"66 | Rovereto   | 2-5-2010  |             |
| 2009     | 4'19"62 | Patrasso   | 8-7-2009  |             |
| 2008     | 4'24"28 | Rovereto   | 4-5-2008  |             |
| 2007     | 4'21"50 | Trento     | 2-6-2007  |             |
| 2006     | 4'14"72 | Conegliano | 26-5-2006 |             |
| 2005     | 4'19"27 | Padova     | 3-7-2005  |             |

### 3000 metri piani
| Stagione | Tempo   | Luogo                      | Data      | Rank. Mond. |
| -------- | ------- | -------------------------- | --------- | ----------- |
| 2012     | 9'26"82 | Vila Real de Santo António | 26-5-2012 |             |
| 2011     | 9'30"90 | Feltre                     | 18-6-2011 |             |
| 2009     | 9'11"68 | Castellón                  | 30-5-2009 |             |
| 2007     | 9'21"42 | Velenje                    | 28-6-2007 |             |
| 2005     | 9'23"06 | Nembro                     | 6-7-2005  |             |

### 3000 metri piani indoor
| Stagione | Tempo   | Luogo  | Data      | Rank. Mond. |
| -------- | ------- | ------ | --------- | ----------- |
| 2012     | 9'24"79 | Ancona | 26-2-2012 |             |
| 2010     | 9'05"87 | Genova | 28-2-2010 |             |
| 2009     | 9'06"94 | Torino | 22-2-2009 |             |
| 2008     | 9'03"76 | Genova | 24-2-2008 |             |
| 2007     | 9'14"20 | Ancona | 18-2-2007 |             |
| 2006     | 9'16"42 | Ancona | 19-2-2006 |             |
| 2005     | 9'10"72 | Ancona | 20-2-2005 |             |

### 5000 metri piani
| Stagione | Tempo    | Luogo    | Data      | Rank. Mond. |
| -------- | -------- | -------- | --------- | ----------- |
| 2014     | 16'39"77 | Orvieto  | 28-9-2014 |             |
| 2012     | 16'13"97 | Trento   | 20-5-2012 |             |
| 2011     | 15'50"26 | Codroipo | 7-5-2011  |             |
| 2010     | 15'39"21 | Bergen   | 20-6-2010 |             |
| 2009     | 15'50"60 | Belluno  | 17-7-2009 |             |
| 2008     | 16'16"25 | Rieti    | 18-5-2008 |             |
| 2007     | 16'20"62 | Rieti    | 20-5-2007 |             |
| 2006     | 16'38"72 | Rieti    | 21-5-2006 |             |

## Palmarès
| Anno | Manifestazione                           | Sede          | Evento        | Risultato | Prestazione | Note   |
| ---- | ---------------------------------------- | ------------- | ------------- | --------- | ----------- | ------ |
| 1999 | Mondiali juniores di corsa campestre     | Belfast       | 6000 m        | 87ª       | 24'52       | [ 7 ]  |
| 1999 | Mondiali juniores di corsa campestre     | Belfast       | A squadre     | 16ª       | 391 punti   | [ 8 ]  |
| 1999 | Europei juniores di corsa campestre      | Velenje       | 3350 m        | 53ª       | 14'06       | [ 9 ]  |
| 1999 | Europei juniores di corsa campestre      | Velenje       | A squadre     | 8ª        | 92 punti    | [ 9 ]  |
| 2002 | Mondiali di corsa campestre              | Dublino       | 4000 m        | 86ª       | 15'18       | [ 10 ] |
| 2004 | Mondiali universitari di corsa campestre | Collegno      | 6500 m        | 27ª       | 23'24       | [ 11 ] |
| 2004 | Mondiali universitari di corsa campestre | Collegno      | A squadre     | 10ª       | 96 punti    | [ 12 ] |
| 2005 | Mondiali di corsa campestre              | Saint-Galmier | 8108 m        | 53ª       | 29'51       | [ 13 ] |
| 2005 | Mondiali di corsa campestre              | Saint-Galmier | A squadre     | 10ª       | 193 punti   | [ 14 ] |
| 2006 | Mondiali militari di corsa campestre     | Tunisi        | 4000 m        | 14ª       | 15'08       | [ 15 ] |
| 2006 | Mondiali universitari di corsa campestre | Algeri        | 5820 m        | 5ª        | 19'56       | [ 16 ] |
| 2008 | Europei di corsa campestre               | Bruxelles     | 8000 m        | 38ª       | 29'35       | [ 17 ] |
| 2008 | Europei di corsa campestre               | Bruxelles     | A squadre     | 6ª        | 119 punti   | [ 18 ] |
| 2009 | Europei di corsa campestre               | Dublino       | 8018 m        | 19ª       | 29'01       | [ 19 ] |
| 2009 | Europei di corsa campestre               | Dublino       | A squadre     | 5ª        | 130 punti   | [ 20 ] |
| 2009 | Mondiali di corsa campestre              | Amman         | 8000 m        | 47ª       | 28'55       | [ 21 ] |
| 2009 | Mondiali militari                        | Sofia         | 5000 m piani  | Oro       | 15'57"20    | [ 22 ] |
| 2010 | Europei                                  | Barcellona    | 10000 m piani | Finale    | r           | [ 23 ] |
| 2014 | Europei di corsa campestre               | Samokov       | 7782 m        | 44ª       | 31'31       | [ 24 ] |
| 2014 | Europei di corsa campestre               | Samokov       | A squadre     | 5ª        | 112 punti   | [ 25 ] |
| 2015 | Europei di corsa campestre               | Hyères        | 8087 m        | 47ª       | 27'39       | [ 26 ] |
| 2015 | Europei di corsa campestre               | Hyères        | A squadre     | 5ª        | 118 punti   | [ 27 ] |

## Campionati nazionali
- 1 volta campionessa assoluta dei 10000 m (2012)
- 1 volta campionessa assoluta indoor sui 3000 m (2010)
- 2 volte campionessa assoluta dei 5000 m (2009, 2010)
- 1 volta campionessa assoluta di corsa campestre (2005)
- 3 volte campionessa promesse di corsa campestre (2000, 2001, 2002)
- 1 volta campionessa juniores di corsa campestre (1999)

1999
- Oro ai Campionati italiani juniores di corsa campestre

2000
- 10ª ai Campionati italiani assoluti di corsa campestre, (Roma), 4 km - 14'13[28]
- Oro ai Campionati italiani promesse di corsa campestre, (Roma)

2001
- 5ª ai Campionati italiani assoluti indoor, (Torino),
3000 m - 9'25"91[29]
- Oro ai Campionati italiani promesse di corsa campestre
- 5ª ai Campionati italiani assoluti, (Catania),
1500 m - 4'21"88[30]

2002
- Bronzo ai Campionati italiani assoluti indoor, (Genova), 1500 m - 4'23"28[31]
- 5ª ai Campionati italiani assoluti indoor, (Genova), 3000 m - 9'24"36[31]
- Argento ai Campionati italiani assoluti di corsa campestre, (Grosseto), 4 km - 13'03[32]
- Oro ai Campionati italiani promesse di corsa campestre, (Grosseto)

2003
- 4ª ai Campionati italiani assoluti, (Rieti),
1500 m - 4'20"63[33]

2004
- 9ª ai Campionati italiani assoluti indoor, (Genova), 3000 m - 9'42"96[34]

2005
- Bronzo ai Campionati italiani assoluti indoor, (Ancona), 1500 m - 4'19"47[35]
- Argento ai Campionati italiani assoluti indoor, (Ancona), 3000 m - 9'10"72[35]
- Oro ai Campionati italiani assoluti di corsa campestre, (Villa Lagarina), 4 km - 13'34[36]
- Bronzo ai Campionati italiani assoluti, (Bressanone), 1500 m - 4'21"65[37]

2006
- Bronzo ai Campionati italiani assoluti indoor, (Ancona), 3000 m -  9'16"42[38]
- Bronzo ai Campionati italiani assoluti di corsa campestre, (Lanciano), 4 km - 12'58[39]
- 4ª ai Campionati italiani assoluti, (Torino),
1500 m - 4'24"06[40]

2007
- 5ª ai Campionati italiani assoluti indoor, (Ancona), 3000 m - 9'14"20[41]
- 7ª ai Campionati italiani a assoluti di corsa campestre, (Villa Lagarina), 7,810 km - 28'00[42]
- 9ª ai Campionati italiani assoluti, (Padova),
1500 m - 4'26"39[43]

2008
- Bronzo ai Campionati italiani assoluti indoor, (Genova), 3000 m - 9'03"76[44]
- 5ª ai Campionati italiani assoluti di corsa campestre, (Carpi), 7 km - 25'00[45]

2009
- 3ª ai Campionati italiani assoluti indoor, (Torino),
3000 m -  9'06"94 (Fuori gara)[46]
- Argento ai Campionati italiani assoluti di corsa campestre, (Porto Potenza Picena), 8 km - 27'40[47]
- Oro ai Campionati italiani assoluti, (Milano),
5000 m - 16'05"20[48]

2010
- Oro ai Campionati italiani assoluti indoor, (Ancona), 3000 m - 9'05"87[49]
- 6ª ai Campionati italiani assoluti di corsa campestre, (Formello), 8 km - 30'17[50]
- Oro ai Campionati italiani assoluti, (Grosseto), 5000 m - 16'03"58[51]

2011
- 7ª ai Campionati italiani assoluti di corsa campestre, (Varese), 7,8 km - 28'21[52]
- Bronzo ai Campionati italiani assoluti, (Torino), 10000 m - 33'40"02[53]

2012
- 5ª ai Campionati italiani assoluti e promesse indoor, (Ancona), 3000 m - 9'24"79[54]
- Oro ai Campionati italiani assoluti dei 10000 m su pista, (Terni), 10000 m - 33'20"70[55]
- 5ª ai Campionati italiani assoluti, (Bressanone),
5000 m - 16'40"59[56]

2015
- Argento ai Campionati italiani assoluti di corsa campestre, (Fiuggi), 8 km - 28'06[57]

2016
- Bronzo ai campionati italiani assoluti, 5000 m - 16'21"32
- 11ª ai Campionati italiani assoluti di corsa campestre, (Gubbio), 8 km - 26'10[58]

2017
- Oro ai campionati italiani di maratona - 2h37'45"

## Altre competizioni internazionali
2005
- Bronzo al Cross Campaccio,
( San Giorgio su Legnano), 4 km - 13'55[59]

2008
- 8ª al Cross Campaccio,
( San Giorgio su Legnano), 6 km - 20'40[60]

2009
- Bronzo al Cross Campaccio,
( San Giorgio su Legnano), 6 km - 21'21[61]
- 4ª nella Coppa dei Campioni per club,
( Castellón), 3000 m - 9'11'68[62]
- 6ª all'Europeo per nazioni,
( Leiria), 3000 m - 9'20"11[63]
- Oro al Cross della Vallagarina ( Villa Lagarina) - 19'17"1

2010
- Bronzo al Cross Campaccio,
( San Giorgio su Legnano), 6 km - 20'27[64]
- 12ª nella Coppa Europa dei 10000 m,
( Marsiglia), 10000 m - 32'55"12[65]
- 7ª all'Europeo per nazioni,
( Bergen), 5000 m - 15'39"21[66]

2011
- 17ª nella Coppa Europa dei 10000 m,
( Oslo), 10000 m - 33'25"20[67]

2012
- 29ª nella Coppa Europa dei 10000 m,
( Bilbao), 10000 m - 34'12"88[68]

2016
- Oro alla Padova Marathon ( Padova) - 2h37'04"